# Juan José de Amézaga
Pour les articles homonymes, voir Amézaga.
 (janvier 2016).
Si vous disposez d'ouvrages ou d'articles de référence ou si vous connaissez des sites web de qualité traitant du thème abordé ici, merci de compléter l'article en donnant les références utiles à sa vérifiabilité et en les liant à la section « Notes et références ».
Juan José de Amézaga (1881 - 1956) est un professeur de droit et homme d'État uruguayen, membre du Parti colorado. Il fut président de l'Uruguay du 1er mars 1943 au 1er mars 1947.

## Biographie
Il représente la ville de Durazno à la Chambre des députés de 1907 à 1915, avant d'être Ministre de l'industrie et ambassadeur auprès de la Société des Nations (SDN). Candidat du Parti colorado, il est élu président en novembre 1942. Un référendum tenu le même jour permet de réintroduire certains éléments démocratiques qui avaient été supprimés depuis le coup d'État de Gabriel Terra en 1933.
Son mandat présidentiel entre 1943 et 1947 est le premier à être entièrement constitutionnel depuis 1933 et est marqué par le rétablissement des droits politiques. Son gouvernement, qui inclut des blancos indépendants, tel Eduardo Rodríguez Larreta aux Affaires étrangères, réforme également les droits sociaux: en 1943, un conseil salarial réunissant des représentants des employeurs, des syndicats et de l'État est instauré pour la négociation et la fixation des salaires; un programme pour l'encouragement de la famille est introduit; les travailleurs agricoles sont inclus dans le système de retraites. En 1945, le parlement uruguayen vote une loi qui accorde des congés payés à l'ensemble des travailleurs. En 1946 enfin, la condition des travailleurs agricoles est encore améliorée et les femmes obtiennent l'égalité des droits.
En février 1945, l'Uruguay déclare la guerre à l'Allemagne et au Japon, mais n'envoie pas de troupes au combat.
En 1947, il laisse la place à son successeur Tomás Berreta.